# Zhu Qizhen
Zhu Qizhen, (chiń. trad. 朱祁鎮; Wade-Giles Chu Ch’i-chen; ur. 29 listopada 1427, zm. 23 lutego 1464) – szósty cesarz Chin z dynastii Ming, panujący w latach 1435–1449 w erze Zhengtong (正統) i ponownie w latach 1457–1464 w erze Tiānshùn (天順).
Zhu Qizhen był najstarszym synem cesarza Xuande (1425–1435), który zmarł kiedy miał on zaledwie osiem lat. Ta sytuacja doprowadziła do wielu problemów proceduralnych, ponieważ zgodnie z zasadami ustalonymi przez założyciela dynastii Ming, Hongwu (1368–1398), decyzje w sprawach państwa mógł podejmować tylko sam cesarz i nie była możliwa jakakolwiek regencja. Z tego powodu rząd funkcjonował nominalnie pod kontrolą cesarza-dziecka, jednak faktyczną regencję sprawowała cesarzowa wdowa Zheng oraz eunuch Wang Zhen, który cieszył się całkowitym zaufaniem cesarza.
Po śmierci cesarzowej wdowy w 1442 Zhu Qizhen rzeczywiście przejął władzę, a jego armia wygrała wojnę toczoną z Tajami atakującymi prowincję Junnan. To zwycięstwo zachęciło cesarza do osobistego poprowadzenia kampanii przeciwko Ojratom, jednak fatalnie dowodzona przez Wang Zhena armia cesarstwa została w 1449 niemal zupełnie zniszczona przez ich wodza, Esena, cesarz zaś dostał się do niewoli. To wydarzenie uważane jest za punkt zwrotny okresu Ming, kończący erę chińskiej przewagi militarnej nad koczownikami.
W Pekinie cesarzem obwołano brata Zhu Qizhena, Jingtaia. Zhu Qizhen po powrocie do stolicy w 1450 trafił do aresztu domowego. Władzę przywrócił mu zamach stanu przeprowadzony 11 lutego 1457. Drugie panowanie Zhu Qizhena było niepopularne, ponieważ ukarał on wielu urzędników tylko za ich współpracę z Jingtaiem, niezależnie od rzeczywistych zasług, w tym m.in. skazał na śmierć ministra wojny Yu Qiana, powszechnie uważanego za bohatera, który ocalił Pekin przed Ojratami. Zhu Qizhen podczas swego panowania wydał edykty zabraniające prywatnego handlu porcelaną, co sprawiło, że ery Zhengtong, Jingtai i Tianshun są znane z braku porcelany i nazywane przez zachodnich specjalistów Ceramicznym Interregnum.

## Dzieciństwo i młodość
Był najstarszym synem cesarza Xuande (1425–1435), który 20 lutego 1428 ogłosił go następcą tronu. Sun, matka cesarza, była cesarską konkubiną najwyższej rangi (guifei, 贵妃) i cztery miesiące po urodzeniu syna została wyniesiona do rangi cesarzowej. Niektórzy późniejsi historycy sugerowali, że Zhu Qizhen nie był w rzeczywistości dzieckiem cesarzowej Sun, która miała zabrać go jako niemowlę od innej kobiety i przedstawiła dziecko jako własne, by wkraść się w łaski cesarza. Ta plotka w żaden sposób nie poddaje się weryfikacji. W dzieciństwie ojciec przyszłego cesarza na różne sposoby faworyzował go i okazywał mu wielkie zainteresowanie. W 1433 sformowano złożoną z 7112 chłopców pomiędzy 11. a 20. rokiem życia gwardię następcy tronu, która prawdopodobnie była szkolona wraz z Zhu Qizhenem jako jej dowódcą. W tym czasie następca tronu rozpoczął naukę czytania i pisania, prawdopodobnie pod kierunkiem eunucha Wang Zhena. To właśnie w jego rękach, i czterech innych eunuchów, cesarz pozostawił pieczę nad stolicą, kiedy w październiku 1434 udał się na północ na inspekcję frontu.
W dniu śmierci ojca, w styczniu 1435, Zhu Qizhen miał tylko 8 lat i zastanawiano się, czy nie lepiej byłoby, żeby cesarzem został jego dorosły wuj Zhu Zhanshan, którego matką była cesarzowa wdowa Zhang. Według jednego ze źródeł to ona miała wysunąć kandydaturę syna, ale zgodnie z późniejszą oficjalną "Historią dynastii Ming" poparła ona swojego wnuka, doprowadzając do tego, że cały dwór złożył mu przysięgę posłuszeństwa. Zgodnie z zasadami ustalonymi przez założyciela dynastii Ming, Hongwu (1368–1398), decyzje w sprawach państwa mógł podejmować tylko sam cesarz i nie była możliwa jakakolwiek regencja. Z tego względu rząd funkcjonował nominalnie pod kontrolą cesarza-dziecka. W rzeczywistości faktyczną regencję, jako arbiter w istotnych sprawach, zaczęła sprawować cesarzowa wdowa wspólnie z naczelnymi eunuchami Dyrektoriatu Ceremonii, podejmując decyzję za cesarza oraz konsultując się jeszcze z trzema Wielkimi Sekretarzami, którzy przybierali edykty w formalny język. Szybko przy tym stało się jasne, że Wang Zhen, który cieszył się całkowitym zaufaniem cesarza, ma większą władzę niż pozostali i urzędnicy zaczęli klęczeć w jego obecności. Spośród trzech Wielkich Sekretarzy (wszyscy nosili nazwisko Yang, choć nie byli spokrewnieni) dwóch, Yang Shiqi i Yang Rong służyło w Wielkich Sekretariatach już od 1402, zaś trzeci, Yang Pu, od 1426. To ich doświadczenie, prestiż i osobowość sprawiły, że era Zhengtong była jednym z najlepszych okresów rządów dynastii Ming. W czerwcu 1442 cesarz poślubił damę Qian, a kilka miesięcy później zmarła jego babka. Teraz rzeczywiście przejął on władzę, jednak rząd pracował tak samo jak dawniej.

## Wojna na południu
Od momentu objęcia władzy w 1413 Si Ren Fa, władca tajskiego państwa Luchuan, dokonywał rajdów na chińskie terytorium. Dopiero w 1436, w związku ze wzrastającym zagrożeniem z jego strony, dwór chiński zdecydował się odpowiedzieć na prośby z Junnanu i przejść do działania. W 1439 gubernator Yunnanu Mu Sheng otrzymał rozkaz zaatakowania Si Ren Fa i po zażartej, choć nierozstrzygniętej kampanii doprowadził do wysłania w 1440 misji z trybutem na dwór w Pekinie. Walki jednak trwały nadal i jeszcze w tym samym roku Si Ren Fa zadał Chińczykom ciężką porażkę. Pokonani odbudowali jednak swoją armię, na której czele stanął teraz bliski krewny Wang Zhena Wang Zhi. W latach 1441–1442 pokonał on plemiona Szanów i zdobył kwaterę główną Si Ren Fa, lecz ten znalazł schronienie w Ava (dzis. Inwa). Próby negocjacji z Ava i innymi państwami Szanów roszczącymi sobie pretensje do Luchuanu, jakie następnie podjął Wang Zhi, nie przyniosły rezultatu. W związku z tym na przełomie 1443 i 1444 zaatakował on Ava, a w 1444 pekiński dwór zagroził jego zniszczeniem, jeśli nie wyda ono Si Ren Fa. W 1445 roku Ava uległo siłom Wang Zhi, a Si Ren Fa popełnił samobójstwo. Tymczasem jego syn Si Jifa zdobył Mohnyin i wysłał do Pekinu misję z trybutem, odmawiając jednak osobistego stawiennictwa. Ava poprosiło Chińczyków o przeprowadzenie przeciwko niemu wspólnej kampanii, do której doszło w latach 1448–1449. Wang Zhi na czele wspólnych sił przekroczył Irawadi i pokonał Si Jifa. Wang Zhi był pierwszym cywilem noszącym tytuł naczelnego dowódcy, co było świadectwem zmniejszających się wpływów dowódców wojskowych.

## Katastrofa Tumu
W marcu 1449 dwór chiński świętował zwycięstwo w Yunnanie i mniej więcej w tym samym czasie otrzymano wiadomości o stłumieniu rebelii w prowincji Fujian. Te zwycięstwa przyczyniły się do zbyt optymistycznej oceny przez cesarza skuteczności własnej armii i zachęciły do osobistego poprowadzenia jej w pole. Toteż, gdy 20 czerwca tego roku do cesarza dotarły wieści o przygranicznych atakach wodza Ojratów Esena, postanowił wyprawić się przeciwko niemu. Dwór był przeciwny tej decyzji, uważając, że cesarz nie powinien narażać swojej osoby, jednak Wang Zhen zachęcał go do wyprawy. 3 sierpnia cesarz ustanowił swojego przyrodniego brata Zhu Qiyu regentem i wyruszył walczyć z najeźdźcami z północy. Esen już w latach 1443 i 1445 atakował Hami, by w końcu opanować je w 1448 roku. Zdobył on także Gansu oraz podporządkował sobie Urianchajców, tak że jego władza rozciągała się od dzisiejszego Sinciangu aż do Korei. Kiedy nie udało mu się doprowadzić do zwiększenia daniny, jaką Chińczycy przekazywali Mongołom pod oficjalną nazwą "podarków" i "handlu", przy nominalnym składaniu "trybutu" przez Ojratów, w 1449 roku podjął on prawdziwą inwazję na granicę Chin, oblegając m.in. Datong, kluczowy punkt Wielkiego Muru w Shanxi.
Zhu Qizhen miał prowadzić ze sobą pół miliona ludzi, przy czym wielu z nich było członkami świt najwyższych dowódców i urzędników, których cesarz w ogromnej liczbie zabrał ze sobą, na czele z Wang Zhenem jako naczelnym dowódcą. Już na początku kampanii deszcz opóźnił marsz o 7 dni i wielu dowódców oraz dworzan radziło cesarzowi odwrót, jednak uparty Wang Zhen przekonał go, by kontynuować marsz. 16 sierpnia armia minęła pełne ciał pobojowisko, na którym Esen rozgromił oddział z Dadongu dowodzony przez jednego z protegowanych Wang Zhena, a zanim 18 sierpnia dotarto do miasta wielu żołnierzy zdążyło zginąć nie z rąk przeciwnika, ale z głodu. Dopiero teraz Wang Zhen zorientował się w sytuacji i zarządził odwrót tą samą, spustoszoną już przez poprzedni przemarsz trasą. Armia stopniowo popadła w zupełne rozprzężenie. 30 sierpnia Ojraci zniszczyli jej straż tylną oraz odsiecz w sile czterdziestu tysięcy koni. Następnego dnia armia rozbiła obóz wokół stacji pocztowej Tumu. Wang Zhen podobno odmówił udania się do pobliskiego obwarowanego Huailai, ponieważ musiano by wtedy porzucić jego osobisty bagaż. 1 września rano Mongołowie zaatakowali i dokonali masakry pozbawionych jedzenia i wody żołnierzy Zhu Qizhena, zabijając przy tym wielu najwyższych dostojników cesarstwa, w tym Wang Zhena. Kiedy przybył Esen cesarz "z niezmąconym spokojem, bez śladu jakiegokolwiek wzruszenia na twarzy siedział na dywanie, a dokoła leżały ciała wymordowanych członków jego straży przybocznej".
W chińskiej historiografii konsekwencje katastrofy Tumu często określa się jako Tumu zhi bian. Termin "bian" oznacza "odwrócić się", i używany jest na oznaczenie ważnych punktów zwrotnych w historii Chin. Jak bowiem pisze Charles Patrick Fitzgerald: 
wydarzenie to stanowiło punkt zwrotny w okresie Ming. Skończyła się era chińskiej supremacji militarnej i od tego czasu cesarstwo na granicy północnej znalazło się w defensywie i coraz słabiej mogło się opierać napadom koczowników.

## Niewola i areszt domowy
W niewoli Zhu Qizhen mógł mieszkać we własnej jurcie i cieszył się towarzystwem zarówno ocalałych z klęski Chińczyków, jak i Mongołów, wśród których zdobył wiernych i bliskich przyjaciół. Miał do nich należeć także sam Esen. Kiedy wiadomości o ujęciu Zhu Qizhena dotarły do Pekinu, cesarzowa wdowa Sun doprowadziła do ogłoszenia cesarzem jego dwuletniego syna, Zhu Jianshena, z Zhu Qiyu nadal działającym jako regentem. Jednak jedynym logicznym krokiem było uczynienie cesarzem Zhu Qiyu i ten ostatecznie uległ, 23 września wstępując na tron przy minimum ceremonii i przyjmując tytuł Jingtai. Przebywający w niewoli Zhu Qizhen otrzymał tytuł "cesarza w stanie spoczynku" (Taishang Huangdi, 太上皇帝) i miał w obecności wysłanych do niego posłów wyrazić zgodę na zaistniały stan rzeczy oraz ostrzec przed nowym atakiem Esena. Do garnizonów wysłano rozkazy zabraniające słuchać poleceń wydawanych przez Mongołów poprzez poprzedniego cesarza. Esen zorientował się, że wartość jego zakładnika znacznie się obniżyła i zaatakował Pekin, który oblegał pomiędzy 27 a 30 października, jednak minister wojny Yu Qian opanował panikę i zaskoczony twardym oporem wódz Ojratów musiał odstąpić.
W tej sytuacji Esen zaoferował wypuszczenie swojego jeńca, co w Pekinie przyjęto z niechęcią. W tym czasie rozpoczęto tam kampanię mającą na celu zdyskredytowanie Zhu Qizhena, a Jingtai ustanowił swoją matkę cesarzową-wdową, a żonę cesarzową. Było jasne, że mimo początkowej niechęci do objęcia tronu teraz nie zamierzał on zrzekać się go na rzecz powracającego Zhu Qizhena. Dwie misje, jakie Jingtai wysłał do Esena, na których czele stali Li Shi i Yang Shan, w przekazanych listach w ogóle nie wspominały o cesarskim jeńcu. Tymczasem Zhu Qizhen oświadczył Li Shi, że chce wrócić do Chin nawet jako zwykły poddany. Ostatecznie Yang Shan, który wcześniej służył Zhu Qizhenowi, we wrześniu zabrał go do Chin na własną odpowiedzialność, gwarantując Esenowi, że przywrócone zostaną relacje "trybutarne", czyli handlowe. 19 września Zhu Qizhen dotarł do Pekinu. Urzędnikom zakazano go witać i wysłano naprzeciwko niemu tylko dwóch lub trzech ludzi z lektyką i dwoma końmi. Jingtai spotkał się z nim przy bocznych drzwiach pałacu i Zhu Qizhen zrzekł się wszelkich pretensji do tronu, po czym natychmiast przetransportowano go do Pałacu Południowego, gdzie mieszkał wraz z rodziną w areszcie domowym przez następne sześć i pół roku. Każdego roku w jego urodziny urzędnicy składali oficjalną prośbę o możliwość złożenia mu życzeń i regularnie spotykali się z odmową. W tym czasie w czerwcu 1452 syn Jingtaia został oficjalnym następcą tronu w miejsce Zhu Jianshena, jednak zmarł niespełna rok później.

## Zamach stanu i drugie panowanie
11 lutego 1457, kiedy Jingtai poważnie zachorował, grupa czterystu spiskowców, na której czele stali eunuch Cao Jixiang niegdyś walczący wraz z Wang Zhi przeciwko Tajom, strateg Xu Yuchen oraz generałowie Shi Heng i Zhang Yue, wyważyła bramę rezydencji Zhu Qizhena, oświadczając mu, że został przywrócony do władzy. Szybko przetransportowano go do pałacu cesarskiego i posadzono na tronie w sali audiencyjnej, po czym za pomocą dzwonów zwołano urzędników. Ten akt stał się znany jako "tomen" – "wyważenie pałacowych bram", jednak później tę nazwę uznano za zbyt obcesową i zaczęto używać nazwy "fupi" – "przywrócenie tronu". W ten sposób Zhu Qizhen rozpoczął swoje drugie panowanie, tym razem jako Tianshun, przy czym nie jest jasne, czy w ogóle wiedział on o spisku. 14 marca Jingtai zmarł – według niektórych źródeł – uduszony przez eunucha. W tym czasie cesarz ukarał wielu ludzi oskarżonych o zniewagę lub krzywdę wyrządzoną jemu bądź jego synowi. Znienawidzony przez spiskowców Yu Qian został za ich namową oskarżony o zdradę. Chcieli oni, by skazano go na śmierć przez ćwiartowanie, cesarz jednak zamienił ten wyrok na ścięcie, co wykonano 16 lutego 1457. Wraz z człowiekiem, którego chińscy historycy opiewają jako zbawcę dynastii Ming, ścięto też Wielkiego Sekretarza Wang Wena i czterech naczelnych eunuchów. Zabito też lub pozbawiono urzędu wielu innych ludzi, czasami skazując ich na służbę wojskową na pograniczu. Zakazano czytania książki historycznej wymieniającej Jingtai i wstrzymano publikację słownika nazw geograficznych cesarstwa wspominającego o nim. Jednocześnie cesarz urządził uroczysty pogrzeb Wang Zhena, wystawił mu pomnik i poświęcił świątynie. Egzekucję Yu Qiana i Wang Wena powszechnie uznano za wielką niesprawiedliwość i wraz z innymi wyżej wspomnianymi aktami sprawiły one, że cesarz stał się niepopularny.
Jednocześnie cesarz hojnie wynagrodził spiskowców, obdarzając ich wysokimi urzędami i tytułami. Xu Yuchen został szefem Wielkiego Sekretariatu i jednocześnie ministrem wojny. Shi Heng otrzymał tytuł księcia (gong), a jego skorumpowany kuzyn, Shi Biao, został markizem (hou). Cao Jixiang został szefem ceremoniału, tym samym stając się niejako przywódcą eunuchów oraz dowódcą pekińskiego garnizonu. Jego przybrany syn, Cao Qin, otrzymał tytuł hrabiego (bo). Mimo to ostatecznie koniec skorumpowanych i bezustannie walczących o większe wpływy spiskowców był żałosny. Już 28 czerwca 1457 Xu Yuchen został oskarżony o "niewłaściwe przyjęcie władzy", pozbawiony urzędów i wygnany dzięki machinacjom jego dawnych współspiskowców, przede wszystkim Cao Jixianga. Shi Henga doprowadziły do zguby jego wywołujące skandal ekstrawagancje oraz arogancja wobec cesarza, jak również korupcyjne powiązania z Shi Biao. Najpierw w listopadzie 1459 zmuszono go do odejścia z urzędu, ale kiedy na światło dzienne wyszło więcej oskarżeń, rozpoczęto przeciwko niemu proces. Ostatecznie zmarł on w więzieniu 8 marca 1460. Cao Jixiang, również zamieszany w nieuczciwe interesy, poczuł się teraz zagrożony, zwłaszcza że komendant Gwardii Cesarskiej, Lu Kun, który przewodniczył kryminalnym dochodzeniom, należał do przeciwnej frakcji. W tej sytuacji 7 sierpnia 1461 razem ze swoim synem, generałem Cao Qinem, podjął próbę rebelii i zdobycia Cesarskiego Miasta, ta jednak zakończyła się klęską. Cao Qin popełnił samobójstwo, a Cao Jixiang i cała jego rodzina została skazana na śmierć za zdradę stanu.
Wydaje się, że wybierając na Wielkich Sekretarzy Xue Xuana i Li Xiana cesarz próbował poprawić swój wizerunek. Po odejściu Xue Xuana w połowie 1457 trio Wielkich Sekretarzy tworzyli uzdolnieni Li Xian (szef Wielkiego Sekretariatu), Peng Shi i Lu Yuan. Po 1458 żaden z najważniejszych ministrów nie został zdymisjonowany i wszystkie zmiany dokonywały się z powodu śmierci lub rezygnacji ze stanowiska. W kwestiach administracyjnych cesarz polegał głównie na trzech ludziach: wspomnianym już Li Xianie; Wang Ao, starym ministrze ceremonii, do którego cesarz odnosił się z ogromnym szacunkiem, jedynym ministrze, który zachował urząd sprawowany za Jingtaia, oraz Ma Angu – ministrze wojny od 1460 roku. Jednocześnie zmusił do służby u siebie prowincjonalnego konfucjanistę Wu Yupi, który początkowo uważał za niemoralne służenie rządowi, który zdobył władzę w drodze nieusprawiedliwionej rebelii, lecz ostatecznie, zanim cesarz pozwolił mu odejść, oddał mu znaczne usługi, wykonując dla niego różne tajne zadania oraz nigdy nie wahając się przedstawić swojego krytycznego zdania. Pod względem politycznym drugie panowanie Zhu Qizhena było naznaczone rywalizacją ludzi z północy i południa. Zhu Qizhen w przeciwieństwie do Jingtaia zdawał się polegać raczej na tych pierwszych. Za przywódcę stronnictwa ludzi z północy południowcy uważali Li Xiana, który pochodził z Henanu.
Zhu Qizhen zmarł śmiercią naturalną 23 lutego 1464, przedtem zarządzając zaprzestanie zwyczaju popełniania przez cesarskie konkubiny samobójstwa po śmierci ich pana. Otrzymał on imię pośmiertne Rui (睿) oraz imię świątynne Yingzong (英宗).

## Kultura i sztuka za panowania Zhu Qizhena
Za czasów Zhu Qizhena doszło do zakończenia edycji klasycznych ksiąg taoizmu i buddyzmu, odpowiednio w 636 i 481 księgach. Do pierwszej z tych edycji cesarz napisał wstęp, chociaż osobiście nie wykazywał szczególnego zainteresowania taoizmem. Miał on także napisać (lub napisano mu) wstęp do nowej edycji traktatu o akupunkturze z czasów dynastii Song. W 1443 wydrukowano także księgę przykładów etycznych. Cesarz zakazał ubierania się i mówienia po mongolsku w Pekinie oraz przedstawiania Konfucjusza w mongolskich szatach. Chociaż nie interesował się specjalnie sztuką, w 1439 zakazał prywatnej sprzedaży biało-niebieskiej porcelany, a 22 stycznia 1448 zakazał wszystkim osobom z manufaktury w Yaozhou (dzis. Jingdezhen) także prywatnej sprzedaży porcelany żółtej, fioletowej, czerwonej, zielonej, ciemnoniebieskiej i jasnoniebieskiej. Złamanie tego zakazu karano tak samo jak zdradę stanu. Z powodu tych dwóch zakazów, które miały na celu utrzymanie cesarskiego monopolu, ery Zhengtong, Jingtai i Tianshun są znane z braku porcelany i nazywane przez zachodnich specjalistów "Ceramicznym Interregnum".